# Знаменное пение

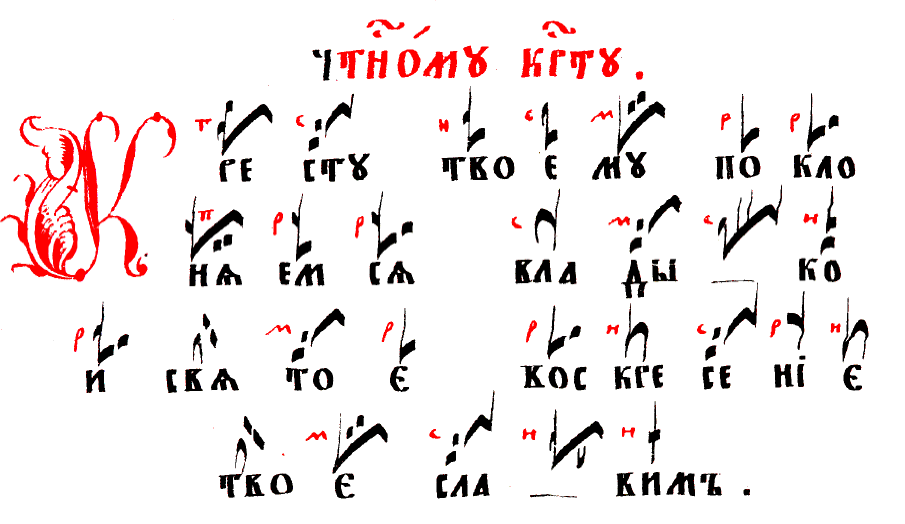
Пример знаменной нотации с киноварными пометами, из книги «Круг церковного древнего знаменного пения в шести частях», ред. А. И. Морозов, 1884.
«Кресту Твоему поклоняемся, Владыко, и Святое Воскресение Твое славим» (Тропарь, глас 6 — исполняется в праздник Воздвижения Креста Господня и в Крестопоклонную неделю Великого поста).

Зна́менное пе́ние, также зна́менный распе́в — основной вид древнерусского богослужебного пения. Название происходит от невменных знаков — знамён (др.-рус. «знамя», то есть знак), использовавшихся для его записи.
Известны различные типы знаменного распева и соответствующие им типы знамён — кондакарный, столповой, демественный, путевой.

## Типы распевов

### Кондакарный распев
Кондакарный распев (также кондакарное пение) — древнейший вид церковного пения на Руси. Название происходит от слова «кондак» — одного из богослужебных песнопений. Нотация невменного типа происходит от палеовизантийской. Характеризуется наличием мелодически развитых элементов, особой мелизматикой. Расцвет кондакарного пения на Руси приходится на XI—XII века, к XIV веку исчезает из русской богослужебной традиции в связи со сменой богослужебного устава со Студийского на Иерусалимский и соответствующей ей смене корпуса богослужебных книг. Встречается в кондакарях, основа которых — кондаки и икосы в честь праздников всего периода церковного года и в память святых. Самые известные письменные источники, содержащие песнопения, записанные кондакарным распевом — Типографский устав (конец XI — начало XII вв.), Благовещенский кондакарь (конец XII — начало XIII вв.), Троицкий кондакарь (?), Успенский кондакарь (1209).

### Столпово́й распев

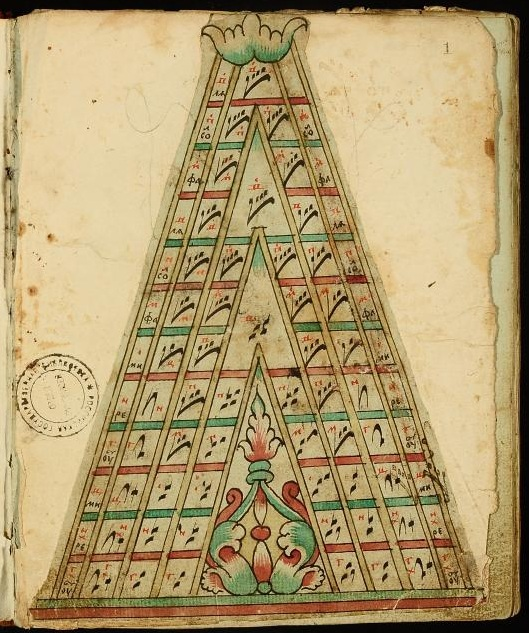
Фитник. 1-я четверть XIX века и 2-я четверть XIX века. Полуустав. 52 листа. Шифр 379-9. Рукопись составная (часть 2-я начинается с листа 42) из собрание протоиерея Димитрия Разумовского

Основной вид знаменного пения, которым распет практически весь корпус книг русской богослужебной литургической традиции. Название происходит от слова «столп» — восьминедельного цикла Октоиха, книги, распетой данным распевом и получившей распространение на Руси в последней трети XV века, в связи с принятием Иерусалимского устава (ср. евангельские столпы Октоиха). Столповой распев получил широкое распространение и является самым употребительным в русской одноголосной богослужебной традиции и в настоящее время. Распев состоит из попевок (кокиз), фит и лиц, которые, в свою очередь, состоят из более мелких единиц — крюков (знамён). Имеет осмогласную систему, т.о. каждому гласу соответствует определённый набор кокиз, а также характеризующие глас набор фит и лиц. Фита и лица представляют собой протяжённые мелодические фразы, которые певчий должен был знать наизусть. В современной традиции часто записываются дробным знаменем и не имеют тайнозамкненной записи, то есть такой, которая не позволяла бы певцу прочесть напев с листа, но только спеть его наизусть. В состав столпового распева входят аненайки — особые украшения песнопений, род византийских кратим. Попевки (кокизы) столпового распева присутствуют не только в песнопениях богослужебного круга, но и в обиходных песнопениях. Наиболее употребительными кокизами, вошедшими в обиход, считаются кокизы 6-го гласа. Кроме богослужебных книг, для изучения нотации создавались особые певческие азбуки, кокизники и фитники.

### Путевой распев
Певческий стиль, распространённый в древнерусской музыкальной культуре наряду со знаменным распевом и демественным распевом. Происхождение названия является спорным вопросом в медиевистике. Возник в последней четверти XV в. До середины XVI в. применялся в Стихираре, затем также в Обиходе. Первое время записывался знаменной нотацией («путь столповой») и играл второстепенную роль по сравнению с репертуаром знаменного распева. В конце XVI в. путевой распев стал самостоятельной, развитой ветвью древнерусского певческого искусства, отличаясь большей торжественностью, распевностью и плавностью. Мелодику путевого распева образует совокупность канонических мелодических формул, подчинённых системе осмогласия. Вершина развития путевого распева — конец XVI— 1-я пол. XVII вв. В начале XVII в. были созданы первые путевые азбуки музыкальные, возникла специфическая терминология, определяющая принадлежность песнопений путевому распеву («пут», «путной», «путём»). Во 2-й половине XVII в. путевой распев начал выходить из употребления. Незначительное количество путевых напевов, записанных «путём столповым», сохранилось в старообрядческих рукописях XVIII—XX вв.

### Деме́ственный распев
Демественный распев — демественное пение, демество, — одно из стилевых направлений древнерусского певческого искусства. Раннее упоминание о нём относится к 1441 году (Московский летописный свод конца XV в.). Получил распространение в XVI—XVII вв., в том числе в многоголосии (3- или 4-голосие; в 4-голосном демественном многоголосии одни из голосов именовался демеством, а другой путём). Репертуар демественного распева включает отдельные песнопения Обихода, Праздников и Трезвонов, Стихираря постного, Октоиха и Ирмология. С 3-й четверти XVIII в. ряд песнопений Обихода вошёл в старообрядческую книгу Демественник. Первоначально демественный распев записывался знаменной (столповой) нотацией (см. Крюки). Во 2-й половине XVI в. на её основе была создана демественная нотация, использующая элементы знаменной нотации, но в более усложнённом виде. В демественной нотации не применялась тайнозамкненность. В деместве были выработаны стилистические закономерности, сыгравшие значительную роль в эволюции русского певческого искусства: формировался торжественный стиль пения с широкими распевами отдельных слогов текста. Используется в настоящее время как особый торжественный распев, например, при архиерейских богослужениях.

## Звуковысотная система
В отличие от Западной Европы, где теория григорианских церковных тонов вполне сложилась уже к IX веку, «аутентичной» ладовой теории знаменного распева на Руси не было, как не было и самого термина «лад». Зато в литургическую практику РПЦ вошёл «глас» (перевод греч. ἦχος), который одни исследователи считают специфически русской разновидностью монодико-модального лада, другие — аналогом западного псалмового тона, третьи вовсе отрицают связь «гласа» и «лада». Крайнюю точку зрения представляет А. В. Преображенский:

Понятие гласа, как лада, у русских никогда не существовало; глас определялся певцом по наличию в напеве типичных, в этом только гласе встречающихся, оборотов, которые он (певец?) назвал «попевками» <...>. У них не выработалось даже понятия звукоряда.— Преображенский А. В. Культовая музыка в России. Л., 1924. С. 26.
Российские исследователи начиная со второй половины XX века и поныне само существование лада в знаменном распеве, как правило, не оспаривают. Проблема лишь в том, чтобы построить его теоретическую модель, как обычно, через описание неких специфических особенностей (категорий и функций) звуковысотной системы. Такую теоретическую модель (теория «гексаиха») разработал Ю. Н. Холопов совместно со своей ученицей Г. С. Бычковой (Фёдоровой) в 1980-х годах, однако, за пределами его школы модель гексаиха принята не была. В работах целого ряда исследователей знаменного пения (С. В. Фролов, Д. С. Шабалин, И. Е. Лозовая, В. И. Мартынов, М. Г. Школьник) содержатся ценные наблюдения над звуковысотной структурой знаменного распева, однако, сколько-нибудь целостной теоретической модели лада знаменного распева (кроме холоповского «гексаиха») по состоянию на 2011 год предложено не было.

## Ритмическая система
В основе ритмики знаменного распева начиная как минимум с XVII века лежит бинарное ритмическое деление (длительности соседних ритмических уровней соответствуют отношению 2:1, или отношению 1:2). Это деление со всей однозначностью впервые зафиксировано в памятниках киевской нотации и сохраняется поныне в транскрипциях знаменного распева в круглой («итальянской») 5-линейной нотации. Исследователи полагают, что «рациональная» бинарная ритмика установилась в знаменном распеве ещё в XVI веке и обязана влиянию западной профессиональной музыки.
Дискуссионным на протяжении веков остаётся вопрос, было ли бинарное деление исконно присуще знаменному распеву, либо он зиждился исключительно на просодии молитвословного текста. С. В. Смоленский ещё в XIX веке отмечал, что «особенности знаменного пения никаким нотным письмом кроме крюков непередаваемы, ибо квадратно-ритмическое движение и вообще размерное на 2 и 3 есть только наименее встречаемое в древнерусских напевах». Ещё с большей определённостью высказывался И. А. Гарднер: «При монодическом пении не было… метрономической точности исполнения временно́го (ритмического) значения звуков, указываемых безлинейным знаком».

## Исторический очерк
Древнейшие нотированные крюками рукописи относят к XI веку. К XVII в. в крюковой записи появились дополнительные знаки — «призна́ки» и «пометы», ранние рукописи представляют «беспометную» нотацию. Рукописи XVII века фиксируют появление, наравне с традиционным одноголосным пением, раннего «народного» многоголосия (строчное пение), которое также было записано знамёнами. В ходе реформ XVII в. в России монодическое знаменное пение постепенно вытеснялось различными формами многоголосной музыки на основе мажорно-минорной тональности западновропейского образца.

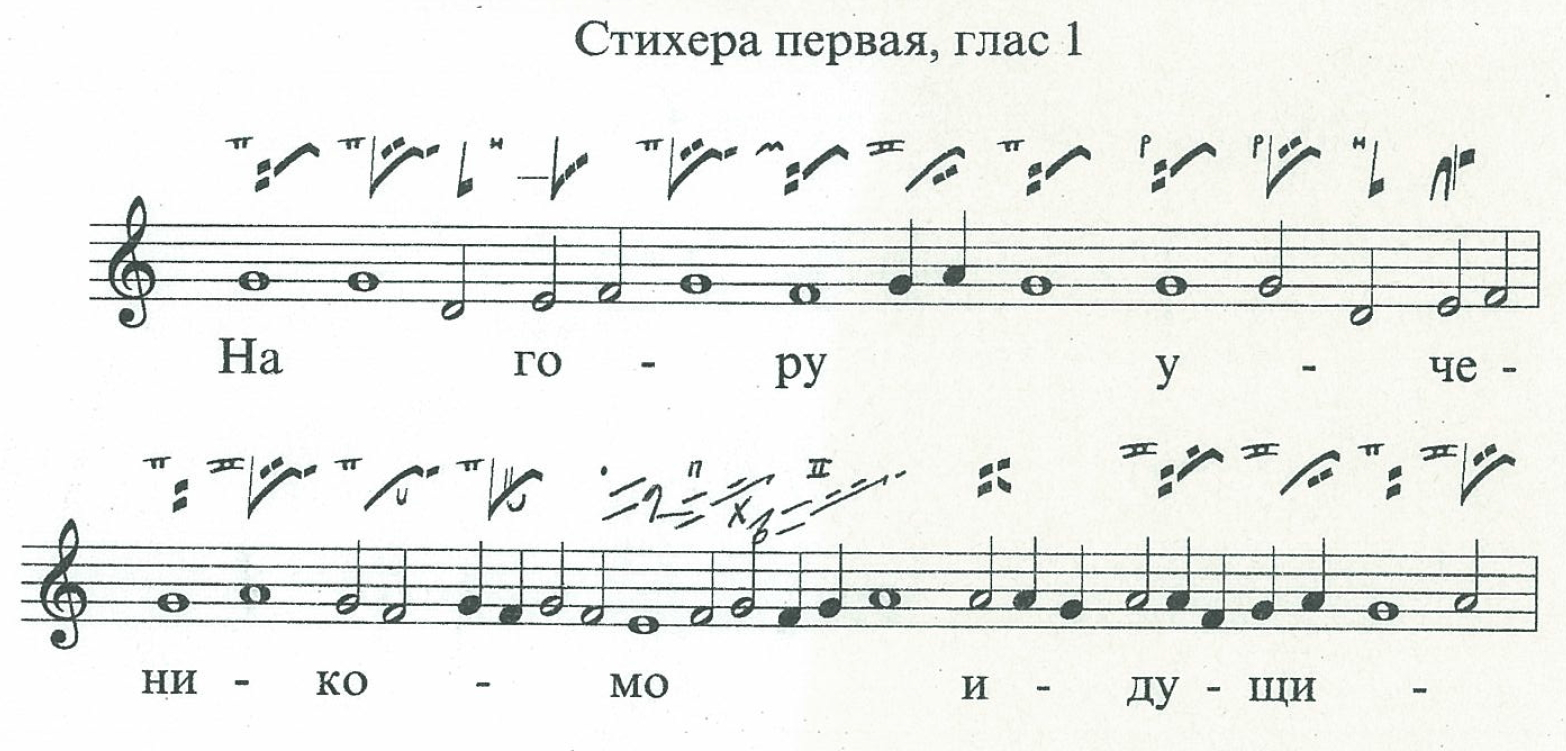
Эта же Стихира Евангельская первая, глас 1, Фёдора Крестьянина в расшифровке Б. Кутузова.

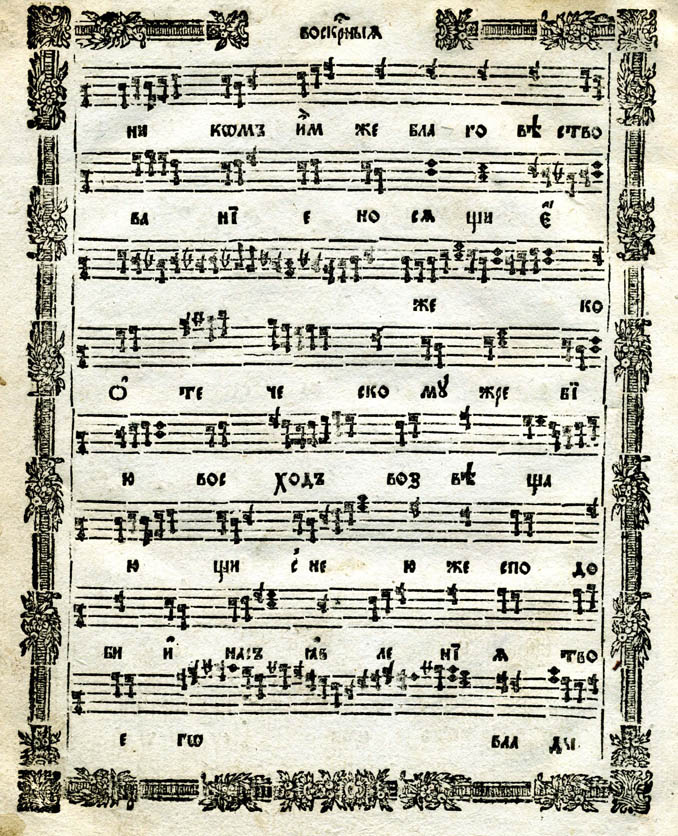
Евангельская стихира «Мариины слёзы» в нотации «топориками» (фрагмент). Из кн.: Октоих нотного пения. 7-е изд. Москва, 1811

Начиная с XVII века знаменные распевы (всех стилей и исторических традиций) стали записывать в системе киевской нотации (в разговорной лексике — «топориками»), напоминающей отчасти квадратную нотацию (принятую в певческих книгах католиков), отчасти (позднюю) мензуральную нотацию. «Топорики» записывались на пятилинейном нотоносце и только в ключе C («цефаутном»).
Именно в такой нотации в 1772 году Синодом в Москве был выпущен свод основных церковных песнопений — 4 певческие книги (Обиход, Ирмологий, Октоих и Праздники), которые впоследствии неоднократно переиздавались. Дополнительно, в 1778 году в Москве был издан «Сокращённый Обиход нотного пения», в котором квадратной нотой были записаны наиболее ходовые песнопения из всех четырёх книг. Это издание получило всеобщее распространение и было принято в качестве первоначального руководства при обучении церковному пению в духовных учебных заведениях. В 1899 году (также в киевской нотации) была выпущена Триодь постная и цветная.
В XIX веке знаменное пение постепенно было вытеснено «партесным» (многоголосным). Это означало фактический отказ от основных принципов знаменной монодии. В то же время некоторые композиторы предприняли усилия по встраиванию «знаменных» мелодий в партесный обиход, гармонизируя их в логике западноевропейской тональности. В настоящее время песнопения знаменного распева, как правило, нотируются как в традиционной «крюковой», так и в круглой (школьной, «итальянской») нотации. Компромиссное решение состоит в записи знаменного распева в виде так называемых «двознаменников». При таком способе записи сочетается использование знаменной и «классической» пятилинейной нотаций. Существует несколько разновидностей крюкового письма, в зависимости от вида распева, времени и места возникновения традиции, в том числе может характеризоваться особыми пометами (см. Киноварные пометы).
Крупнейшие мастера знаменного пения: Савва Рогов, Фёдор Крестьянин (Христианин), Иван Нос, Маркелл Безбородый и Стефан Голыш, творившие в эпоху Василия III и Ивана IV Грозного, митрополит Варлаам и Исайя Лукошко, творчество которых приходится на эпоху Смутного времени и правления Михаила Фёдоровича. Крупным мастером был представитель усольской школы Фаддей Субботин, работавший в Комиссии по реформе церковного пения патриарха Никона. Одним из лучших специалистов в области знаменного пения и создателем фундаментальной работы «Азбука знаменного пения» (1688), которая является полным изложением теории знаменного пения, был Александр Мезенец.

## Судьба знаменного пения в Синодальный период

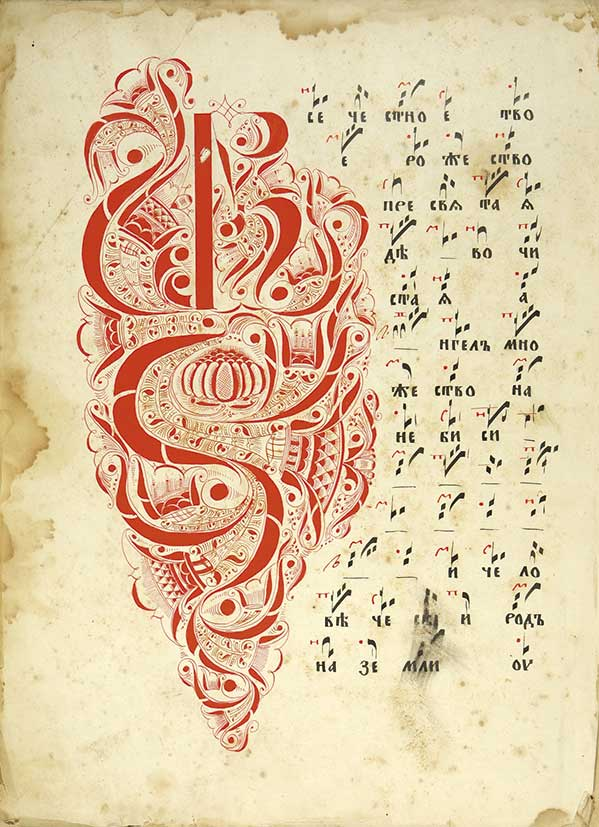
Страница старообрядческого октоиха. XIX век

С конца XVII века — начала XVIII века крюковую нотацию стали заменять на западную нотацию, а русское знаменное пение стали заменять западноевропейским, латинским пением (см. Истинноречие). Единогласное знаменное пение считалось принадлежностью «раскольников» (старообрядцев).
Многие мелодии знаменного пения в XVIII — начале XX веков подверглись многоголосной обработке в традициях западноевропейской гармонической тональности; среди авторов обработок Пётр Турчанинов, Алексей Львов, Пётр Чайковский, Александр Кастальский, Сергей Рахманинов, Павел Чесноков, Николай Римский-Корсаков и другие.
До сих пор традиции знаменного пения соблюдают старообрядцы. Существуют специалисты, возрождающие знаменное пение и в новом обряде Русской православной церкви, например, Валаамский монастырь (единоверцы РПЦ используют в богослужении знаменное пение).

## Возрождение знаменного пения в Русской православной церкви
К специалистам, возрождающим знаменное пение, относятся, например, сотрудники кафедры древнерусского певческого искусства Санкт-Петербургской государственной консерватории. В частности, изучением и разработкой вопросов древнерусского церковного пения занимается группа музыковедов под руководством Альбины Кручининой: Флорентина Панченко, Наталья Мосягина, Екатерина Плетнёва, Екатерина Смирнова, Татьяна Швец, и другие. В Москве вопросами древних нотаций занимаются в Училище имени Гнесиных, в том числе Галина Пожидаева, Мелитина Макаровская, Татьяна Владышевская, Полина Терентьева, Лада Кондрашкова и ряд других музыковедов. В Петербурге важную роль играет также Русская христианская гуманитарная академия, в которой существует направление «русское певческое искусство», где преподают специалисты в области исследования и исполнения древних нотаций, как Екатерина Матвеева, профессор Нина Захарьина, Надежда Щепкина, Алёна Николаева, Елена Топунова, Ирина Герасимова.
Возрождению знаменного пения посвящён Международный фестиваль «Академия православной музыки», организованный при участии кафедры древнерусского певческого искусства Санкт-Петербургской консерватории при поддержке Министерства культуры Российской Федерации, Администрации президента Российской Федерации и по благословению патриарха Кирилла. В программу фестиваля входит летняя школа, цель которой — возрождение исторической традиции православной музыки, а также знакомство с ней широкого круга публики. Летняя школа Международного фестиваля «Академия православной музыки» проводилась в Санкт-Петербурге ежегодно с 2009 по 2015 годы.
С целью «создания общедоступного фонда знаменных песнопений и программных средств работы с ними ради возрождения в Русской православной церкви знаменного распева — канонического богослужебного пения» создан «Фонд знаменных песнопений» (Знаменный фонд). Он представляет собой электронный корпус древнерусских певческих рукописей.